# Cantonul Saint-Père-en-Retz
Cantonul Saint-Père-en-Retz este un canton din arondismentul Saint-Nazaire, departamentul Loire-Atlantique, regiunea Pays de la Loire, Franța.

## Comune
- Chauvé
- Frossay
- Saint-Père-en-Retz (reședință)
- Saint-Viaud